# Barlaam und Josaphat
Barlaam und Josaphat ist ein byzantinischer Roman, der vermutlich um 1000 verfasst wurde. Der Roman besteht aus einer Rahmengeschichte, die vom indischen Prinzen Josaphat handelt, der vom Eremiten Barlaam anhand von Parabeln zum Christentum bekehrt wird. Somit ist die Geschichte von Barlaam und Josaphat die christliche Version der Lebensgeschichte des Siddhartha Gautama Buddha.

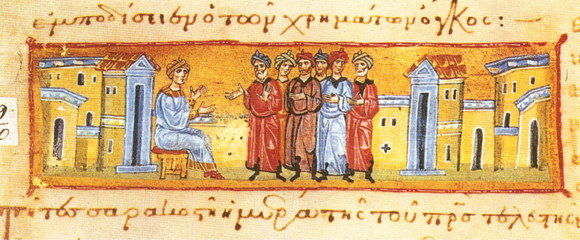
Der Hl. Josaphat kündigt seine Abreise an. Griechische Handschrift aus dem 13. Jahrhundert

## Inhalt
Die Rahmengeschichte handelt von einem in Indien herrschenden heidnischen König namens Abenner, dem bei der Geburt seines Sohnes Josaphat geweissagt wird, dass dieser zum Christentum übertreten wird. In der Hoffnung, dieser Vorsehung zuvorkommen zu können, lässt Abenner einen Palast errichten und seinen Sohn darin einsperren, damit er mit dem Leid dieser Welt nicht konfrontiert wird.
Dennoch gerät Josaphat bei einem Ausritt mit dem Leid der Menschen in Kontakt, als ihm ein Kranker, ein Greis und ein Blinder entgegenkommen. Josaphat realisiert die Vergänglichkeit des Menschen und beginnt seine Lebensverhältnisse in Frage zu stellen. Gleichzeitig bekommt der Einsiedler Barlaam eine göttliche Eingebung, Josaphat den christlichen Glauben zu vermitteln und ihm somit Antworten auf seine Fragen zu geben.
Später empfängt Josaphat den als Kaufmann verkleideten Barlaam, der den Prinzen durch belehrende Parabeln zum Christentum bekehrt. Als der heidnische König Abenner davon erfährt, versucht er seinen Sohn mit weltlichen Genüssen vom Christentum abzubringen, was ihm jedoch nicht gelingt. Statt den Verführungen zu erliegen, beginnt Josaphat die Menschen in seinem direkten Umfeld zu bekehren. Als Abenner erkennt, dass er seinen Sohn nicht vom Christentum abbringen kann, überlässt er diesem eine Hälfte seines Reiches.
In seinem Reichsteil unterstützt Josaphat die Armen und Bedürftigen, teilt seinen Reichtum unter der Bevölkerung auf und lehrt den christlichen Glauben. Schließlich lässt sich auch Abenner angesichts des großen Erfolges seines Sohnes in seinem Teil des Reiches zum Christentum bekehren. Er überlässt Josaphat seinen Teil des Reiches und verbringt den Rest seines Lebens als Asket in der Wüste, wo er stirbt. Nach dem Ableben seines Vaters gibt Josaphat die Königskrone ab, zieht selbst in die Wüste und lebt dort mit Barlaam, bis er stirbt.

## Überlieferung
Der Roman hat eine lange Tradition und geht auf sehr unterschiedliche Quellen zurück. Als Ursprung des Romans kann man die Buddha-Legende ansehen, die wiederum vom Manichäismus, dem Islam und dem Christentum rezipiert und überarbeitet wurde. Die älteste vollständig erhaltene Version des Textes ist arabisch und entstand wahrscheinlich im 8. Jahrhundert; vermutlich geht diese auf einen mittelpersischen Text zurück.
Durch die Übertragung dieses Textes zunächst in das Georgische erhielten erstmals christliche Elemente Einzug in die Handlung, welche in der griechisch-byzantinischen Version noch ausgebaut wurden. Während das Parabelkorpus dadurch teilweise massive Veränderungen erfahren hat, hat sich die Rahmenhandlung des arabischen, georgischen und byzantinischen Barlaams nur wenig verändert.

### Die arabische Fassung: Kitāb Bilawhar wa Būḏāsf
Die arabische Fassung ist zwischen 750 und 900 in den ismailitischen Kreisen entstanden. Aus diesem Umfeld sind uns heute zwei fragmentarische Handschriften (17.–19. Jahrhundert) und ein Steindruck (1888/1889) mit dem vollständigen Text überliefert. Der arabische Text diente als Vorlage für die georgische Fassung. Die Handlung des Kitāb Bilawhar wa Būḏāsf ist der späteren Fassung ähnlich, allerdings ist der Parabelkorpus insgesamt wesentlich umfangreicher (32 Parabeln). Die Parabeln reihen sich direkt aneinander an, werden also nicht durch ausführliche Interpretationen getrennt. Vielmehr dient die eine Parabel zur Erläuterung der Folgenden usw.

### Die georgische Fassung
Der Balavariani ist die älteste christliche Fassung und zwischen dem 9. und 10. Jahrhundert entstanden. Er ist in einer einzigen Handschrift enthalten und gilt als direkter Nachfolger der arabischen Version. Der Parabelkorpus wurde dem christlichen Glauben angepasst; die Parabeln, die dem christlichen Glauben widersprachen, wurden aus dem Korpus entfernt. Im georgischen Raum wurde der Balavariani als Erbauungsroman rezipiert, wohingegen die darauffolgende griechische Fassung eine größere dogmatische Tiefe aufweist.

### Die griechische Fassung
Das Verfassungsdatum der griechischen Version lässt sich auf die Jahre um die Mitte des 10. Jahrhunderts bis circa 1000 eingrenzen. Anhaltspunkte dafür liefern Zitate, aus denen das Verfassungsdatum rekonstruiert werden kann. In dem Roman wurden Eklogen aus den Homilien des Johannes Chrysostomos zitiert, die jedoch erst im 10. Jh. von Theodoros Daphnopates († ca. 961/963) in einer Textsammlung herausgegeben wurden.
Außerdem hat I. Grossmann angemerkt, dass einiges aus dem Menologion des Metaphrastes entnommen wurde, weshalb die Datierung um 1000 nach Chr. anzusetzen ist. Über die Verfasserschaft des griechischen Barlaam-Romans wurde in der Vergangenheit reichlich spekuliert. Aufgrund diverser Kirchenzitate von Johannes Damaskenos, ging man in der Forschung lange Zeit davon aus, dass dieser auch als Verfasser in Frage kommt. Doch durch die Arbeit von Robert Volk gilt die Autorschaft des Georgiers Euthymios Hagioreites († 1028) als sehr wahrscheinlich.
Somit ist die Annahme, Johannes Damaskenos habe den Roman verfasst, verdrängt worden. Allerdings ist die Autorschaft nach wie vor noch nicht vollständig belegbar.
Der Parabelkorpus dieser Version beinhaltet die wenigsten der ursprünglichen Parabeln, wurde dafür aber mit Bibelzitaten angereichert. Die Parabeln wurden bewusst an das Neue Testament angepasst. Der dogmatische Inhalt des Gesamtwerkes orientiert sich dabei an einer speziell byzantinischen Auslegung des christlichen Glaubens.

## Spätere Verbreitung
Schon im Mittelalter war der Roman in einer lateinischen Übersetzung vielfach verbreitet. Vinzenz von Beauvais verwob die Geschichte in sein Speculum historiale. Aus jener lateinischen Übersetzung flossen zunächst drei französische Bearbeitungen in Versen, vom anglonormannischen Trouvère Chardry im 13. Jahrhundert, von Gui von Cambrai und von Herbert, sowie einige Prosaübersetzungen und eine Bearbeitung von Girard (Paris 1642).
Aus einem nordfranzösischen oder provenzalischen Original ging im 14. Jahrhundert die italienische Storia de San Barlaam hervor. Ebenfalls aus dem Lateinischen übertragen sind Juan de Arze Solorzanos Historia de Barlaam y Josaphat (Madrid 1608), eine um 1470 verfasste böhmische Bearbeitung (Prag 1593) und eine polnische in Versen von Kulizewski (Krakau 1688). Antonio de Borgio übersetzte das Buch in die Tagalogsprache auf den Philippinen (Manila 1712).
Deutsche Bearbeitungen lieferten um 1200 Otto II., Bischof von Freising, im so genannten Laubacher Barlaam, und im 13. Jahrhundert Rudolf von Ems in seinem Versroman Barlaam und Josaphat. Er dichtete es in ausdrücklicher Opposition „gegen Lug und Trug der weltlichen Aventuren“ und um den Sieg des Christentums zu verherrlichen. Das um 1225 von Rudolf von Ems geschaffene mittelhochdeutsche Werk ist ziemlich breit überliefert.
Der Dichter formuliert über seine lateinische Vorlage: „ze latîne erz rihte / durch got und durch alsolhe site, / daz sich diu liute bezzern mite. / derselben hân ouch ich gedâht“ (Rudolf von Ems 130–133). Er wolle den Menschen einen Leitfaden zu ihrer Besserung an die Hand geben („vorbilde in guoter lêre“ Rudolf von Ems 140) und für seine Memoria wirken (Rudolf von Ems 160).
Rudolf führt seinem Publikum vor Augen, dass das Thema des „Contemptus mundi“ zu verbinden ist mit der Bewährung eines christlichen Fürsten in der Welt. Den „Aussatz“ bzw. die Lepra schildert er, dem wissenschaftlichen Stand seiner Zeit entsprechend, als eine durch ein Missverhältnis (Dyskrasie) der Körpersäfte entstandene Krankheit.
Eine zweite deutsche Bearbeitung von einem unbekannten Verfasser ist nur in Bruchstücken bekannt geworden; eine dritte stammt von einem Bischof Otto aus dem 13. Jahrhundert. Aus dem Deutschen flossen eine isländische Barlaams-Saga (um 1250) sowie das schwedische Volksbuch Barlaam och Josaphat (15. Jahrhundert).
Unter dem Titel Historia von dem Leben der zweyen H. Beichtiger Barlaam Eremiten und Iosaphat deß Königs in Indien Sohn, voll der Glauben und Sitten-Lehr übersetzte Graf Schweikhard von Helfenstein (1539–1599) das Werk in die deutsche Sprache seiner Zeit und es wurde 1603 posthum gedruckt.
Eine hebräische Übersetzung aus dem Arabischen besorgte um 1200 Abraham ben Samuel ibn Chasdai.

## Barlaam und Josaphat als Heilige
Barlaam und Josaphat sind christliche Heilige. Kardinal Baronius nahm Josaphat 1590 in das Martyrologium Romanum auf.

## Ikonographie

### Buchmalerei
Die Barlaam und Josaphat-Ikonographie beginnt mit den Illustrationen in den griechischen Fassungen. Von den etwa 140 überlieferten Handschriften, die älteste datiert von 1057, sind fünf Codices mit Bilderzyklen erhalten, zwei der Handschriften sind Teile desselben, jedoch in verschiedenen Bibliotheken aufbewahrten Exemplars. Bis auf den späten Pariser Codex aus dem 14. Jahrhundert werden meist die Rahmenhandlung und einige Parabeln (Sämann, König mit den Mönchen, Todeshorn, Vier Kästchen, Vogelfänger, Einhorn, Drei Freunde, Jahreskönig, Frommer König, Reicher Jüngling, Rehbock, Königssohn) dargestellt.
Auch die lateinische Version ist in drei Bilderhandschriften des 15. Jahrhunderts überliefert. Mit Illustrationen versehen sind auch einzelne russische und arabische Fassungen. Auf einer anonymen deutschen Prosafassung beruht ein etwa 1476 erschienener Frühdruck von Günther Zainer, Augsburg, mit 64 zum Teil mehrere Szenen zusammenfassenden Holzschnitten, die 1480 von Anton Sorg, ebenfalls in Augsburg, wieder verwendet wurden. Die einzige Handschrift der frühesten mittelhochdeutschen Bearbeitung durch Otto II. von Freising (um 1200) enthält nur eine Titelillustration (Ende des 14. Jahrhunderts).
Von den Handschriften des Versromans des Rudolf von Ems sind nur vier mit Buchschmuck versehen. Aus dieser Gruppe ragt zweifelsfrei die mit einem reichen Bilderzyklus ausgestattete Handschrift aus der Werkstatt des Diebold Lauber (1469) heraus, die sich heute im J. Paul Getty Museum (Ms. Ludwig XV 9) befindet. Sie enthält 138 kolorierte Federzeichnungen; bei drei weiteren Handschriften nach Rudolf von Ems kann man nur ansatzweise von Bilderschmuck sprechen.

### Kremser Freskenzyklus
Vor kurzem  wurde ein geschlossener Wandmalereizyklus im Freskensaal der sog. Gozzoburg in Krems an der Donau (Österreich) entdeckt. Der Barlaamzyklus (Barlaam ist die christliche Version von Buddha) ist – wenn die Datierungen von kunst- und bauhistorischer Seite halten – neben den Iwein-Freskenzyklen in Schloss Rodenegg und in Schmalkalden (beide aus der ersten Hälfte des 13. Jahrhunderts) vermutlich die einzige profane Monumentalmalerei des 13. Jahrhunderts.
Das bildnerische Programm wurde in relativ enger Anlehnung an die literarischen Vorlagen realisiert, obgleich für die Umsetzung literarischer Inhalte in Wandmalereien eine starke Textablösung und ein selbständiges Agieren mit den textlichen Vorlagen im anderen Medium durchaus üblich ist. Mit der visuellen Vergegenwärtigung dieser religiösen Literatur in einem repräsentativen Raum ist eine klare Intention des Auftraggebers verbunden. Das Ziel der Dichtung war neben der Verkündung des Sieges des Christentums die ethische Formung der Menschen.
Die im Medium der bildenden Kunst realisierten literarischen Inhalte mit ihrer figürlichen Repräsentation sind weit entfernt von der konventionellen Visualisierung zeitgleicher religiöser Inhalte. Die Kremser Wandmalereien stellen eine bedeutungsvolle Innovation des überkommenen bekannten Bildrepertoires dar.

## Fassungen, Ausgaben, Übersetzungen
Arabische Fassung
- Kitāb Bilawhar wa Būḏāsf. Édité par Daniel Gimaret [Recherches publiées sous la direction de l’Institut de Lettres Orientales de  Beyrouth. Nouvelle série A6]. Beirut 1972.
  - Französische Übersetzung: Daniel Gimaret: Le livre de Bilawhar et Būḏāsf selon la version arabe ismaélienne. [HEIOH 3]. Genf/Paris 1971.

Georgische Fassung
- Englische Übersetzung: David Marshall Lang: The Balavariani (Barlaam und Josaphat). A tale from the christian East translated from the Old Georgian by David Marshall Lang, introduction by I. V. Abuladze [UNESCO collection of representated works. Series of the translations from the literatures of the union of Soviet Socialist Republics]. Berkeley/Los Angeles 1966.

Griechische Fassung
- Die Schriften des Johannes von Damaskos. Bd. VI.1: Historia animae utilis de Barlaam et Joasaph (spuria). Einführung von Robert Volk (Patristische Texte und Studien 61). De Gruyter, Berlin/New York 2009, ISBN 978-3-11-019462-3. – (Einleitung zur textkritischen Ausgabe)
- Die Schriften des Johannes von Damaskos. Bd. VI.2: Historia animae utilis de Barlaam et Joasaph (spuria). Besorgt von Robert Volk (Patristische Texte und Studien 60). De Gruyter, Berlin/New York 2006, ISBN 3-11-018134-7. (online) – (Textkritische Ausgabe)
  - Deutsche Übersetzung: Die Legende von Barlaam und Josaphat, zugeschrieben dem Heiligen Johannes von Damaskus. Aus dem Griechischen übersetzt von Ludwig Burchard. Theatiner Verlag, München 1924.
  - Englische Übersetzung: Barlaam and Ioasaph by St. John Damascene (?). In: The online medieval & classical library der Universität Berkeley.
  - Italienische Übersetzungen:
    - Silvia Ronchey, Paolo Cesaretti: Vita bizantina di Barlaam e Joasaf. Rusconi, Milano 1980.
    - Silvia Ronchey, Paolo Cesaretti: Storia di Barlaam e Ioasaf. La vita bizantina del Buddha. Einaudi, Torino 2012 (überarbeitete Version der Ausgabe von 1980 unter Berücksichtigung der kritischen Edition von 2009; Abstract im Opac des Servizio Bibliotecario Nazionale)

Deutsche Fassung
- Franz Pfeiffer (Germanist): Rudolf von Ems: Barlaam und Josaphat. Leipzig 1843 (= Deutsche Dichtungen des Mittelalters. Band 3); Neudruck, mit einem Anhang […], einem Nachwort und einem Register von Heinz Rupp, Berlin 1965 (= Deutsche Neudrucke, Reihe: Texte des Mittelalters).